# Drummond Matthews

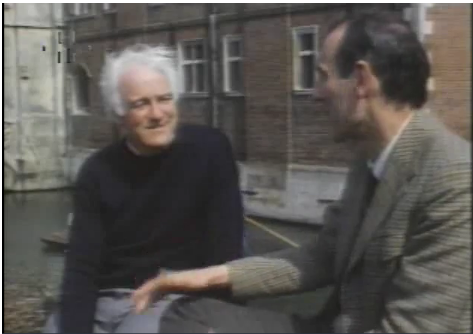
Drummond Matthews

Drummond Hoyle Matthews (5 février 1931 - 20 juillet 1997), connu sous le nom de "Drum", est un géologue marin et géophysicien britannique et un contributeur clé à la théorie de la Tectonique des plaques. Son travail, ainsi que celui de son compatriote britannique Frederick Vine et du Canadien Lawrence Morley, montre comment les variations des propriétés magnétiques des roches formant le fond de l'océan peuvent être cohérentes avec, et finalement aider à confirmer, la théorie de Harry Hess de 1962 sur la propagation du fond marin. En 1989, il reçoit la plus haute distinction de la Société géologique de Londres, la médaille Wollaston .

## Jeunesse
Pendant la Seconde Guerre mondiale, il va à l'école The Downs à Malvern, puis à l'école Bryanston dans le Dorset. Il devient préfet en chef aux deux.

## Carrière
La théorie d'Alfred Wegener sur la Dérive des continents n'avait jamais reçu beaucoup de soutien scientifique en raison de son manque de mécanisme satisfaisant pour expliquer le processus. Au cours des années 1950, cependant, des études approfondies du fond de l'océan révèlent un système global et lié de dorsales médio-océaniques, qui présentent toutes un flux thermique élevé et une activité sismique considérable. Hess émet l'hypothèse qu'une nouvelle croûte océanique se forme sur les dorsales océaniques par des extrusions de magma du manteau terrestre, et que les courants de convection à l'intérieur du manteau éloignent continuellement la croûte nouvellement formée de la dorsale, élargissant le bassin océanique et écartant les continents.
En 1962, Matthews, en tant que chercheur au King's College de Cambridge, effectue une étude sur une partie d'une dorsale océanique dans le nord-ouest de l'océan Indien. Cela révèle un modèle d'anomalies magnétiques fonctionnant en bandes parallèles et pratiquement symétriquement de chaque côté de la crête. L'explication la plus plausible de ces anomalies nécessite l'hypothèse (déjà en circulation à l'époque, mais pas encore prouvée) que le champ magnétique terrestre a inversé sa polarité à plusieurs reprises au fil du temps. La croûte océanique est constituée de roches ignées basiques, contenant des quantités importantes de magnétite. Lorsqu'une telle roche se solidifie, la magnétite s'aligne sur le champ magnétique dominant à l'époque, fournissant ainsi une sorte d'enregistrement magnétique "fossile". Si une nouvelle croûte se forme sur les crêtes et s'éloigne, comme l'a théorisé Hess, alors les inversions de la polarité magnétique de la Terre entraînent exactement le genre d'anomalies parallèles et symétriques que l'enquête de Matthews a trouvées. La croûte océanique agirait en effet comme une sorte de magnétophone géant des anomalies magnétiques au fil du temps.
Matthews et son étudiant chercheur, Fred Vine, publient ces idées dans l'article "Magnetic Anomalies over Ocean Ridges" dans le magazine Nature en 1963. Dès lors, des progrès rapides sont réalisés tant en termes d'acceptation de la théorie de Hess. Des études ultérieures d'autres dorsales océaniques montrent des anomalies similaires et corrélables dans tous les cas. La confirmation des inversions de polarité de la Terre quelques années plus tard a non seulement validé davantage l'hypothèse Vine-Matthews-Morley, mais fournit une échelle de temps permettant d'estimer le taux de propagation pour chaque section de dorsale océanique. La contribution de Matthews et Vine s'avère être un élément essentiel dans le développement et l'acceptation de la théorie de la tectonique des plaques.
En 1977, il remporte la médaille et le prix Chree.
En 1982, Matthews est le premier directeur scientifique du British Institutions Reflection Profiling Syndicate (BIRPS), qui a été créé en 1981 pour effectuer des profils de réflexion sismique profonde autour du plateau continental du Royaume-Uni .